# Billy Bevan
Billy Bevan (nasceu William Bevan Harris; 29 de setembro de 1887 – 26 de novembro de 1957) foi um ator de cinema australiano durante a era do cinema mudo, que atuou em 254 filmes norte-americanos entre 1916 e 1950.

## Filmografia selecionada
- Distilled Love (1920)
- Astray from the Steerage (1921)
- Gymnasium Jim (1922)
- Oh, Daddy! (1922)
- The Extra Girl (1923)
- Riley the Cop (1928)
- High Voltage (1929)
- The Sky Hawk (1929)
- Chances (1931)
- Transatlantic (1931)
- Cavalcade (1933)
- Luxury Liner (1933)
- The Lost Patrol (1934)
- A Tale of Two Cities (1935)
- Mr. Deeds Goes to Town (1936)
- Private Number (1936)
- Another Dawn (1937)
- The Girl of the Golden West (1938)
- Rebecca (1940)
- The Earl of Chicago (1940)
- Dr. Jekyll and Mr. Hyde (1941)
- Shining Victory (1941)
- Mrs. Miniver (1942)
- Counter-Espionage (1942)
- The Invisible Man's Revenge (1944)
- The Pearl of Death (1944)
- Scotland Yard Investigator (1945)
- The Picture of Dorian Gray (1945)
- Terror by Night (1946)
- The Swordsman (1948)
- Rogues of Sherwood Forest (1950)